# Caecostenetroides ischitanum
Caecostenetroides ischitanum är en kräftdjursart som beskrevs av Eugenio Fresi och Schiecke 1968. Caecostenetroides ischitanum ingår i släktet Caecostenetroides och familjen Gnathostenetroidae. Inga underarter finns listade i Catalogue of Life.